# آژانس اطلاعات دفاعی
آژانس اطلاعات دفاعی (دیا) (به انگلیسی: Defense Intelligence Agency) یک آژانس اطلاعاتی دولت فدرال ایالات متحده، متخصص در امور دفاعی و اطلاعاتی نظامی است.
دیا جزئی از وزارت دفاع و جامعه اطلاعاتی ایالات متحده آمریکا می‌باشد. دیا دولت مردان فدرال و سیاستگذاران دفاعی را در مورد اهداف نظامی و توانایی‌های دولت‌های خارجی و گروهک آگاه می‌کند. دیا همچنین وظیفه کمک‌های اطلاعاتی، ادغام و هماهنگی بین اجزای یکپارچه اطلاعاتی سرویسهای نظامی را که از نظر ساختاری جدا از دیا هستند را دارد. نقش آژانس شامل جمع‌آوری و تجزیه و تحلیل اطلاعات سیاست خارجی نظامی، اقتصادی، صنعتی، جغرافیایی، پزشکی است. دیا تقریباً یک چهارم از محتوای اطلاعاتی را که در گزارش روزانه رئیس‌جمهور ایالات متحده وجود دارد را تولید می‌کند.
در سال ۱۹۶۱ در زمان رابرت مک نامارا، وزیر دفاع آمریکا تأسیس شد.
این آژانس بخش اطلاعاتی و جاسوسی پنتاگون در داخل و خارج از آمریکا است.
هم‌اکنون ۸۰٪ از بودجه جامعه اطلاعاتی ایالات متحده آمریکا به آژانس اطلاعات دفاعی اختصاص دارد.

## نشان
مشعل شعله‌ور و رنگ طلای آن نشان دهنده دانش و هوش و زمینه تاریک نشان دهنده ناشناخته است؛ «منطقه حقیقت» که هنوز هم توسط مأموریت جهانی آژانس جستجو می‌شود. دو بیضی اتمی قرمز نمادی از جنبه‌های علمی و فنی هوش امروز و آینده است. ۱۳ ستاره و تاج گل از وزارت دفاع گرفته شده و به ترتیب از شکوه و آرامشی است که از وزارت دفاع گرفته‌است.

## علامت

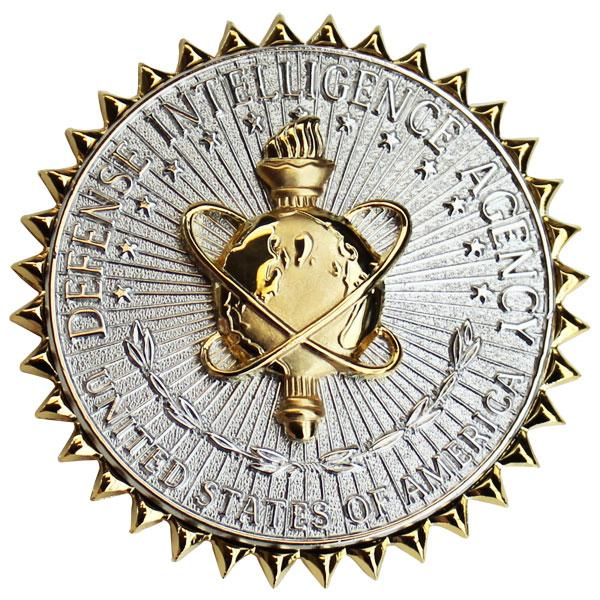
نشان آژانس اطلاعات دفاعی
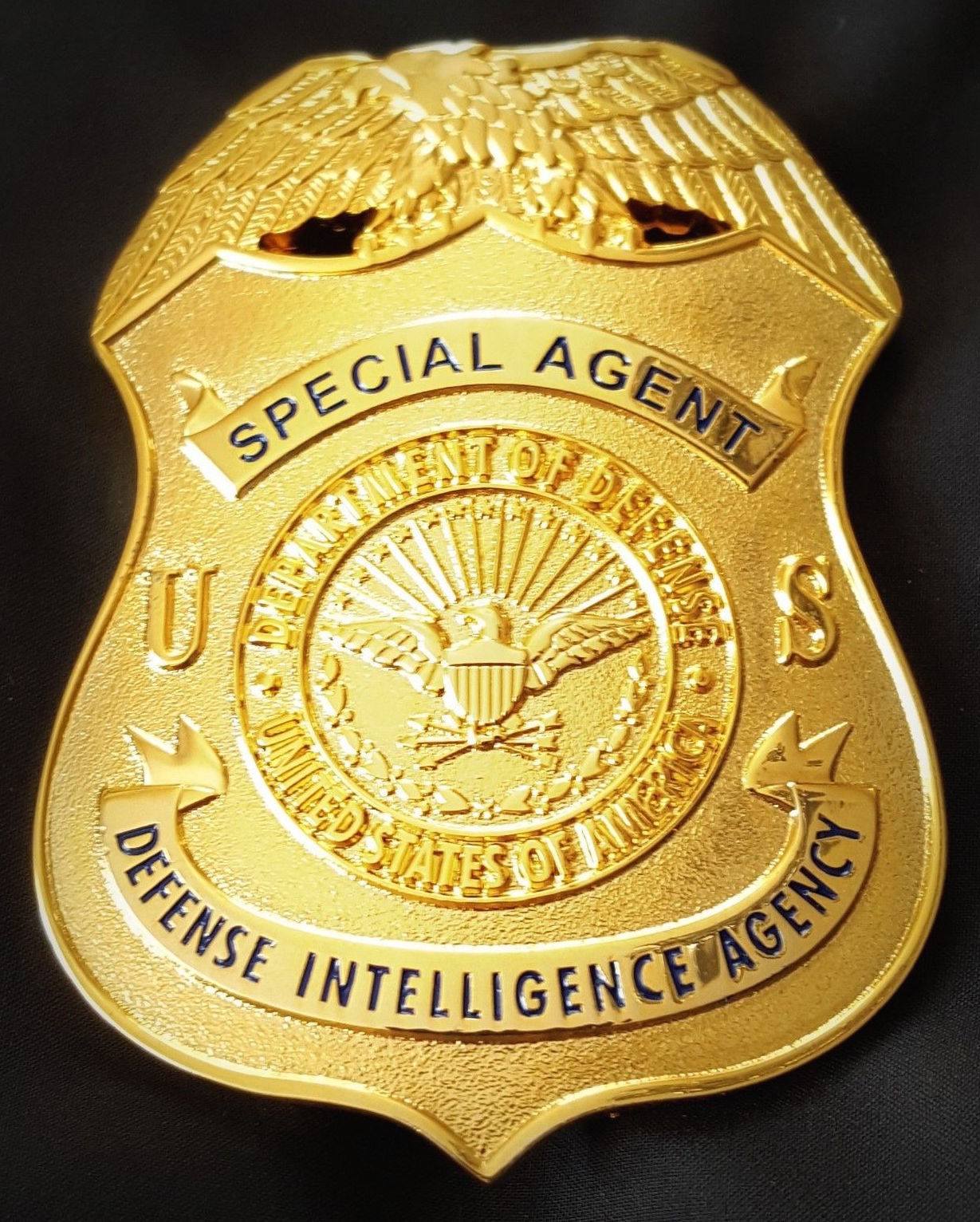
نشان ویژه آژانس اطلاعات دفاعی